# 福爾克里克鎮區 (印地安納州漢密爾頓縣)
福爾克里克鎮區（英語：Fall Creek Township）是位於美國印地安納州漢密爾頓縣的一個行政鎮區。

## 地方資料
根據2010年美國人口普查的數據，福爾克里克鎮區的面積為92.60平方千米，當中陸地面積為87.20平方千米，而水域面積為5.40平方千米。當地共有人口51613人，而人口密度為每平方千米557.38人。